# Sitecore
Sitecore är ett danskt IT-företag, grundat 2001. Sitecore har kontor i Sverige samt representation som täcker över 50 länder runt om i världen.
Sitecore CMS är företagets främsta produkt. Det baseras på Microsoft .NET 3.
Över 1 700 organisationer använder Sitecores produkter, bland annat Microsoft, Siemens och Toshiba.
Sitecore har över 450 certifierade implementationspartners runt om i världen. 
Sitecore är Microsoft Gold Certified Partner och utsågs till Microsoft ISV Partner of the Year 2004.